# Working Girl (serie de televisión)
Working Girl (titulada en castellano Armas de mujer en España y Secretaria ejecutiva en Hispanoamérica) es el título de la serie de televisión de breve duración basada en la película de 1988 de mismo nombre, protagonizada por Harrison Ford, Melanie Griffith y Sigourney Weaver. La serie se emitió en la cadena estadounidense NBC durante una sola temporada constituida por 12 episodios. Protagonizada por Sandra Bullock, que interpretaba el personaje de Tess McGill, papel interpretado por Melanie Griffith en la película. Fue retirada debido a los bajos índices de audiencia. La serie tuvo una reposición en la cadena TV Land en la década de los 90, cuando Sandra Bullock se convirtió en una estrella de cine.

## Argumento
Tess McGill (Sandra Bullock), es una joven neoyorquina de extracción humilde, trabajadora, ambiciosa e inteligente que acude todos los días en ferry  desde Staten Island a su oficina dispuesta a luchar con uñas y dientes para alcanzar y superar cuanto antes el nivel de sus jefes y conseguir un empleo mejor dentro de dicha empresa. Sin títulos académicos, formación profesional ni posición social, es una más de las treinta secretarias que trabajan en la prestigiosa empresa Petty Marsh, pero ella desea desesperadamente un empleo mejor y hará todo lo posible por conseguirlo.

## Reparto
- Sandra Bullock es Tess McGill (12 episodios, 1990).
- George Newbern es Everett Rutledge (12 episodios, 1990).
- Anthony Tyler Quinn es Sal Pascarella (12 episodios, 1990).
- Judy Prescott es Lana Peters (12 episodios, 1990).
- Eyde Byrde es  Libby Wentworth (12 episodios, 1990).
- Nana Visitor es Bryn Newhouse (12 episodios, 1990).
- Tom O'Rourke es A.J. Trask (12 episodios, 1990).
- Patrick Brock es Office Regular (5 episodios, 1990).